# Valle Hermoso (Misiones)
Valle Hermoso es una localidad argentina ubicada en el departamento Eldorado de la Provincia de Misiones. Depende administrativamente del municipio de Nueve de Julio, de cuyo centro urbano dista unos 9 km.
Se desarrolla a lo largo de la Ruta Provincial 226, que la vincula por asfalto al sur con el kilómetro 25 de la Ruta Provincial 17 y con Nueve de Julio Kilómetro 20, y al este con Santiago de Liniers.
Cuenta con un centro integrador comunitario. Se desarrolla una rica actividad económica, que incluye industrias diversas como: madera, yerba mate, ganadería vacuna como porcina, industria láctea, entre otros. Es asiento de la empresa yerbatera Establecimiento Imhof, fundada en 1935, que con su marca Yerba Mate Buen Día, es una de las empresas familiares que continúa vigente con su trabajo. Además, alberga desde 2014 a Finca Delfina, hacienda agrícola orgánica y biodinámica, propiedad de Fidel Foods Organic, empresa eldoradense propiedad de la Familia Paredes, que elabora yerba mate, matcha, moringa, entre otros. A su vez, esta última cuenta con un desarrollo ecoturístico con alojamiento y visitas guiadas. Siendo, junto a la Estancia La Paulina, dos de los lugares para disfrutar de alojamiento en esta localidad. La Familia Graumann elabora quesos, manteca, yogur y leche de vaca de conocido renombre, mientras que la Familia Fechner elabora carne porcina. Por otro lado, La Bufalera, es conocida en todo Misiones, por elaborar la más alta calidad de productos derivados de búfalo.
La belleza de sus caminos no solo hacen honor a su nombre, sino que trazan un corredor turístico de lo más encantador, terminando en el conocido "4 Puentes", zona de relax y descanso sobre el arroyo Piray Miní.